# 古斯塔沃·恩里克·达席尔瓦·索萨
古斯塔沃·恩里克·达席尔瓦·索萨（Gustavo Henrique da Silva Sousa，1994年3月29日—）是一名巴西足球运动员，司职前锋，2024年時效力于中国足球协会超级联赛俱乐部上海海港足球俱乐部。

## 俱乐部生涯
2014年，他奪得圣保罗青少年足球杯金靴，随后他加入克里西乌马竞技俱乐部。 